# Mandritsara (district)
Mandritsara is een district van Madagaskar in de regio Sofia. Het district telt 240.658 inwoners (2011) en heeft een oppervlakte van 10.512 km², verdeeld over 22 gemeentes. De hoofdplaats is Mandritsara.